# Kenneth S. Suslick

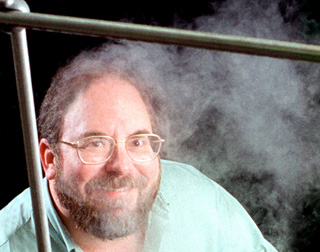
Kenneth S. Suslick

Kenneth Sanders Suslick (* September 1952 in Chicago) ist ein US-amerikanischer Chemiker, der durch seine Arbeiten zur Sonochemie international bekannt wurde.

## Leben
Suslick studierte am California Institute of Technology mit einem Bachelor-Abschluss 1974  und wurde 1978 an der Stanford University mit der Arbeit Synthetic Analogs of Myoglobin and Hemoglobin promoviert (Ph.D.). Anschließend ging er an die University of Illinois at Urbana-Champaign (UIUC), wurde dort zunächst Assistant Professor, dann Associate Professor und 1989 ordentlicher Professor (Full Professor). An der UIUC hatte er verschiedene Lehrstühle, seit 2004 ist er Marvin T. Schmidt Professor of Chemistry.
Suslick ist einer der weltweit führenden Wissenschaftler auf dem Gebiet der chemischen Effekte von Ultraschall, d. h. der Sonochemie. Forschungsthemen seiner Gruppe sind unter anderen die Synthese von Nanowerkstoffen mittels Ultraschall, die Sonolumineszenz und Mechanochemie sowie die chemische Sensorik. Er ist der Erfinder eines kolorimetrischen Sensor-Arrays (colorimetric sensor array), das ist eine optoelektronische Nase für den Nachweis flüchtiger organischer Verbindungen (volatile organic compounds, VOC). Er gehört zu den weltweit am meisten zitierten Chemikern, sein Hirsch-Index ist >110. Er ist außerdem Inhaber von mehr als 40 Patenten. Er war in verschiedenen Funktionen bei Firmen tätig und hat auch selber Firmen gegründet.
Von 1985 bis 1987 war Suslick Sloan Research Fellow und 2011/2012 Guggenheim-Stipendiat. 2010 wurde er Fellow der American Chemical Society, 2015 der American Physical Society, 2016 der National Academy of Inventors und 2024 Mitglied der National Academy of Sciences. Er ist Fellow der Royal Society of Chemistry.
Suslick erhielt zahlreiche Auszeichnungen, so 2016 den Centenary Prize der Royal Society of Chemistry und 2018 den Chemical Pioneer Award  des American Institute of Chemists. Für 2020 wurde Suslick der Joel Henry Hildebrand Award zugesprochen.

## Schriften (Auswahl)
- Kenneth S. Suslick, David A. Hammerton, Raymond E. Cline: Sonochemical hot spot. In: Journal of the American Chemical Society. Band 108, Nr. 18, 1986, S. 5641–5642, doi:10.1021/ja00278a055.
- Kenneth S. Suslick: Organometallic sonochemistry. In: Advances in Organometallic Chemistry. Band 25, 1986, S. 73–119.
- Kenneth S. Suslick: The chemical effects of ultrasound. In: Scientific American. Band 260, Nr. 2, 1989, S. 80–86.
- Kenneth S. Suslick: Sonochemistry. In: Science. Band 247, Nr. 4949, 1990, S. 1439–1445, doi:10.1126/science.247.4949.1439.
- K. S. Suslick, S. J. Doktycz, E. B. Flint: On the origin of sonoluminescence and sonochemistry. In: Ultrasonics. Band 28, Nr. 5, 1990, S. 280–290, doi:10.1016/0041-624X(90)90033-K.
- Kenneth S. Suslick, Mingming Fang, Taeghwan Hyeon: Sonochemical synthesis of iron colloids. In: Journal of the American Chemical Society. Band 118, Nr. 47, 1996, S. 11960–11961, doi:10.1021/ja961807n.
- Kenneth S. Suslick, Gareth J. Price: Applications of ultrasound to materials chemistry. In: Annual Review of Materials Science. Band 29, Nr. 1, 1999, S. 295–326, doi:10.1146/annurev.matsci.29.1.295.
- Neal A. Rakow, Kenneth S. Suslick: A colorimetric sensor array for odour visualization. In: Nature. Band 406, 2000, S. 710–713, doi:10.1038/35021028.
- Jin Ho Bang, Kenneth S. Suslick: Applications of ultrasound to the synthesis of nanostructured materials. In: Advanced Materials. Band 22, 2010, S. 1039–1059, doi:10.1002/adma.200904093.
- Hangxun Xu, Brad W. Zeiger, Kenneth S. Suslick: Sonochemical synthesis of nanomaterials. In: Chemical Society Reviews. Band 42, Nr. 7, 2013, S. 2555–2567, doi:10.1039/c2cs35282f.
- Kenneth Sanders Suslick: Ultrasound – its chemical, physical, and biological effects. VCH Publishers, New York 1988, ISBN 978-3-527-26645-6, S. 336.